# Alopecosa camerunensis
Alopecosa camerunensis este o specie de păianjeni din genul Alopecosa, familia Lycosidae, descrisă de Roewer, 1960.
Este endemică în Camerun. Conform Catalogue of Life specia Alopecosa camerunensis nu are subspecii cunoscute.